# Liste des comtes de Ferrette

armes des comtes de Ferrette

Le comté de Ferrette (en allemand : Grafschaft Pfirt) est un ancien démembrement des domaines des ducs puis comtes d'Alsace, réalisé sous les carolingiens. Il dépendra du second royaume de Bourgogne, avant d'être réuni à l'Alsace. Malgré les tentatives de Rodolphe de Habsbourg pour que les comtes de Ferrette se reconnaissent comme mouvant de l'Empire, il n'en fut rien si bien qu'ils continuèrent à jouir de tous les droits de souverains indépendants. Le comté de Ferrette n'était pas une entité compacte car il devait sa création au morcellement des terres d'Alsace, mais il avait réussi à s'agrandir au cours des siècles. Il correspondait aux territoires de trois seigneuries principales qui sont Ferrette, Altkirch et Thann, puis celles de Belfort, de Delle et de Rougemont ; son chef-lieu en était le Château de Ferrette.
Le titre de seigneur puis comte de Ferrette sera donné en premier à Frédéric, fils de Louis de Montbéliard, il passe ensuite à son frère Thierry qui le transmet à son fils Frédéric Ier de Ferrette

## Généalogie
Frédéric Ier de Ferrette (? - juillet/août 1160), comte de Ferrette et d'Altkirch. Il est le fils de Thierry Ier de Montbéliard et d'Ermentrude de Bourgogne. Il suit souvent la cour de l'empereur du Saint-Empire romain germanique où il figure au premier rang des comtes et toujours devant ses frères Thierry et Renaud. En 1144 il fonde le couvent de Feldbach. Il est inhumé au monastère d'Oelenberg.
Mariages et succession :

Il épouse en premières noces en 1111 Petrissa ou Pierrette (? - 1115), fille de Berthold II de Zähringen et d'Agnès de Rheinfelden, puis en secondes noces Stéphanie ou Étiennette, (? - décembre 1160/88), fille de Gérard Ier de Vaudémont et d'Hedwige de Dagsbourg, dame d'Eguisheim. Du second mariage il a Louis Ier qui suit.

Louis Ier de Ferrette, (avant 1144 - après 1191), comte de Ferrette, seigneur de Vadans et d'une partie d'Eguisheim. Il est cité en 1184 comme présidant avec l'évêque de Bâle au plaid général de Grandval. Il décède lors de sa participation à la Troisième croisade où il est présent au siège de Saint-Jean-d'Acre. 
Mariage et succession :

Il épouse Richenza, (vers 1143 - décembre 1180), fille de Werner II de Habsbourg et d'Ida de Tierstein, de qui il a :
- Ulrich, (? - 27 septembre 1197), comte de Ferrette et de Sogren dès 1180, il meurt assassiné sur l'ordre du comte Othon Ier de Bourgogne,
- Louis II, (? - 1189), comte de Ferrette et seigneur de Vadans. Il épouse Agnès, fille d'Oudelard de Sohyères (Sogren) et d'Adélaïde de Thierstein,
- Helwide,
- Richard, (vers 1165 - ?), il épouse Marie de Brienne : d'où Pétronille/Perrette (née vers 1190), épouse de Thiébaud Ier de Neufchâtel-Bourgogne,

Frédéric II de Ferrette, (vers 1187 - 25 janvier/8 février 1233 tué par un de ses fils), comte de Ferrette dès 1207. Sa filiation est incertaine, il peut être le fils de Louis Ier ou de Louis II. Il délaisse le château de Ferrette pour celui d'Altkirch et fait construire celui de Rougemont. Ses vassaux étant très nombreux dans la ville, il fera entourer leurs maisons d'une muraille pour en faire une place fortifiée. En 1210 les moines qui avaient fui Lucelle, après qu'Otton IV du Saint-Empire fut excommunié, se réfugièrent à Altkirch.
Mariages et succession :

Il épouse en premières noces X... d'Egisheim, puis en secondes noces il épouse Hilwidis (nommé aussi Heilwig et Stéphanie), (vers 1190 - 1262), fille d'Egon IV d'Urach et d'Agnès de Zähringen. Hilwidis, à la mort de son oncle Berthold V de Zähringen, recueille les domaines de Fribourg (Allemagne).

Du premier mariage il a :
- Alix/Algéarde, (? - 1268/85), dame de Belfort, elle épouse vers 1228 Thierry III de Montbéliard[9], dit Le Grand Baron,
- Agnès, (? - vers 1272), dame de Montreux-en-Ferrette, elle épouse avant 1227 Ferry/Frédéric V comte de Toul,

Du second mariage il a :
- Ulrich II, qui suit,
- Louis III, dit "Grimel" ou "de Colère", (? - 18/26 août 1236), comte de Ferrette[10]
- Berthold II von Pfirt, (? - 10 décembre 1262), chanoine de Bâle de 1230 à 1233 et de Strasbourg de 1237 à 1240, prévôt de l'abbaye de Moutier-Grandval de 1243 à 1249, coadjuteur de Bâle en 1248 puis évêque de Bâle de 1250 à 1262[11]. La ville de Brisach, qui deviendra Vieux-Brisach, était un fief de l'évêque de Bâle inféodé à Henri VI du Saint-Empire. Après le décès du père de ce dernier, l'empereur Frédéric Barberousse, Berthold retirait ce fief et faisait rénover la forteresse en 1254. Dans le même temps il favorisait à Bâle l'installation des artisans et s'occupait à la rénovation de plusieurs églises et monastères d'Alsace[1],
- Adalbert/Albert, avoué de l'abbaye de Masevaux[12],
- Stéphanie, (? - après 1235), religieuse dominicaine aux Unterlinden,
- Heilwig, (? - 1247), elle épouse Conrad d'Horbourg,
- Anna, abbesse,
- Frédéric, (? - après 1245)[13].

Ulrich II de Ferrette, (? - Feldbach 1er février/1er mars 1275), comte de Ferrette, de Sogren, seigneur de Florimont. Nommé landvogt (bailli) d'Alsace par Frédéric II du Saint-Empire en 1212. Il vend le comté à l'évêque de Bâle Heinrich III von Neuenburg-Erguel pour lui reprendre en fief.
Mariages et succession :

Il épouse en premières noces Élisabeth de Salins (ou Élisabeth de Bourgogne), (1210 - 1277), fille de Jean Ier de Chalon et de Mahaut de Bourgogne : le couple se sépare, et Élisabeth se remarie avec Henri de Vergy ; puis en secondes noces Agnès, (1210 - 1268/71), dame de Bauffremont et de Morey, sœur dudit Henri de Vergy, fille de Guillaume de Vergy et Clémence de Fouvens (après ces 2° noces, Ulrich est donc devenu le beau-frère d'Henri de Vergy, et Élisabeth, la belle-sœur d'Agnès de Vergy et d'Ulrich).

Du premier mariage il a :
- Frédéric, (? - vers 1267), seigneur de Rougemont-le-Château, il épouse Gille, fille d'Hugues de Vienne et d'Alix de Thoire et Villars,
- Louis, (? - 1268/81), sire de Florimont, il épouse Gertrud, (? - après 1281), fille d'Ulrich II de Rappolstein,
- Agnès, (? - avant 1249), elle épouse en 1243 Guillaume de Vienne,

Du second mariage il a :
- Henri,
- Thiébaud/Théobald qui suit
- Adélaïde/Adelheid, (? - avant 1314), dame de Balm, épouse d'Ulrich Ier de Regensberg,
- Sophie, elle épouse Konrad IV de Horburg,
- Stéphanie, (? - 23 septembre/octobre 1273/76), elle épouse Konrad Werner III de Hattstatt,
- Margareta.

Thiébaud/Théobald de Ferrette, (? - vers 1311/16), comte de Ferrette, seigneur de Florimont, châtelain de Rougemont-le-Château.
Mariages et succession :

Il épouse en premières noces Catherine/Katharina, (? - 1296), fille de Walter de Klingen et de Sophie de Froburg, puis en secondes noces Marguerite de Blamont. Du premier mariage il a :
- Ulrich III qui suit,
- Thiébaud/Thiebald, (? - 1311/12), seigneur de Rougemont-le-Château,
- Jean, (? - 1309/12), seigneur de Rougemont-le-Château,
- Herzelande, (? - 3 avril 1317), elle épouse Otto V d'Ochsenstein,
- Sophie, (? - 25 mars 1344), épouse en 1312 d'Ulrich III de Wurtemberg,
- Ermengarde, (? - 1329), elle épouse Eberhard II comte de Landau.

Ulrich III de Ferrette, (? - Bâle 11 mars 1324), comte de Ferrette et seigneur de Rougemont-le-Château.
Mariage et succession :

Il épouse en 1303/09 Jeanne de Montbéliard, (? - vers 1349/50), dame d'Héricourt, fille de Renaud de Bourgogne et de Guillemette de Neufchâtel. Après son décès son corps est inhumé dans l'église de Thann et son cœur à l'abbaye de Lucelle. Il a :
- Jeanne, (? - Vienne 15 novembre 1351/52), comtesse de Ferrette, elle épouse Albert II d'Autriche en 1324,
- Ursule, (? - 1367), dame de Belfort, de Rougemont-le-Château, de Dannemarie, de Traubach et de Pfetterhouse. Elle épouse en premières noces en 1333 Hugues Ier comte de Hohenberg, puis en secondes noces en 1354 Guillaume II comte de Montfort.

## Sceaux et armoiries des comtes de Ferrette
- Frédéric II de Ferrette : Un sceau de 6 centimètres de diamètre le représente en chevalier vêtu d'une cotte d'armes et la tête couverte d'un casque fermé. Il tient de la main droite, le bras tendu, une épée courte ; la main gauche tient un écu de forme triangulaire contre son corps, cet écu, dont seulement la moitié est visible, porte un poisson placé verticalement la tête en haut. Le cheval au galop n'a qu'une petite selle et une bride. La légende porte "SIGILLUM FREDERICI COMITIS FERETARUM". Au revers se trouve un contre-sceau plus petit présentant un écu de 3,5 centimètres sur 3 de large arborant deux poissons adossés posés la tête en haut et non recourbés. Il, est gravé : "S. VERITATIS". Sa femme avait pour sceau "une aigle éployée"[1].

- Louis et Ulrich, fils de Frédéric II de Ferrette : Ils ont le même sceau que leur père. Louis a comme légende : "S. LUDOVICI COMITIS FERRETARUM" et Ulrich : "S.HURICI COMITIS FERRETARUM"[1].

- Berthold, fils de Frédéric II de Ferrette : Son sceau est ovale, il représente un évêque assis sur une chaise aux accoudoirs à têtes de chiens. Il tient de la main gauche une crosse et de l'autre donne sa bénédiction. Il porte en gravure : "S.BERTOLDI EPISCOPI BASILIENSIS"[1].

- Thiébaud de Ferrette, fils d'Ulrich, utilisait deux sceaux. l'un, simplement armorié, était utilisé du vivant de son père ; de forme ronde, il a 5 centimètres de diamètre et porte un écu avec deux poissons adossés, la tête en haut, sur l'angle gauche de l'écu il y a un casque fermé surmonté de deux poissons recourbés la tête en bas, il est gravé : "S. THEOBALDI DE PHIRETO". L'autre, équestre, était utilisé après 1275 ; il mesure 6 centimètres, il y est représenté sur un cheval au galop couvert d'un caparaçon portant sur la croupe et le col les deux poissons adossés, le comte est vêtu d'une cotte d'armes plus longue et plus amples que celle de ses prédécesseurs. Il tient un bouclier triangulaire orné de deux poissons, sa tête est protégée par un casque fermé avec deux œillères. Il tient une épée courte dans la main droite, le bras tendu. Au-dessus de sa tête sont gravés deux poissons recourbés en arrière et tête en bas. Il est gravé : "S. THEOBALDI COMITIS FERRETARUM"[1].

Les comtes de Ferrette font partie du groupe héraldique des dix lignages issus de Thierry Ier de Bar (v. 1045-1103) qui ont deux poissons adossés dans leurs armes au XIIIe siècle.